# Orbital (roman)
Pour les articles homonymes, voir Orbital.

Orbital est un roman paru en 2023 de l'écrivaine anglaise Samantha Harvey qui intègre des éléments de science-fiction,, de fiction littéraire et de drame philosophique, publié par Jonathan Cape au Royaume-Uni et par Grove Atlantic aux États-Unis. Il suit six astronautes fictifs pendant 24 heures sur une station spatiale en orbite. Selon l'autrice, il ne s'agit pas d'un roman de science-fiction.
Après un accueil critique mitigé, le roman remporte le prix Booker 2024,, et le prix Hawthornden,. Il est présélectionné pour le prix Orwell de fiction politique et le prix Ursula K. Le Guin de fiction imaginative.

## Contexte
Tout en écrivant son roman, Samantha Harvey regardait en direct et en continu les images de la Terre en provenance la Station spatiale internationale. Elle en commence la rédaction dans les années 2010, mais arrête d'écrire au bout d'environ 5 000 mots, car dit-elle, elle éprouve un sentiment d'inadéquation devant sa connaissance limitée du sujet complexe des voyages dans l'espace. Elle déclare à la BBC : Well, I have never been to space. I could never go to space ... Who am I to do this? (« Eh bien, je ne suis jamais allée dans l'espace. Je ne pourrais jamais aller dans l'espace. ... Qui suis-je pour faire ça ? »). Harvey reprend l'écriture et achève le roman en 2020, pendant la pandémie de COVID-19 au Royaume-Uni, ayant cesser de se préoccuper du problème de son « intrusion dans l'espace »,.
Dans une interview, Harvey déclare que son objectif était d'écrire le roman comme une « pastorale spatiale », en se concentrant sur le réalisme et la beauté de l'espace plutôt que sur la nature spéculative de la science-fiction.

## Intrigue
Le roman, raconté sur 24 heures, suit six astronautes et cosmonautes du Japon, des États-Unis, de Grande-Bretagne, d'Italie et de Russie, quatre hommes et deux femmes, à bord de la Station spatiale internationale alors qu'ils gravitent autour de la Terre. En plus de détailler les devoirs et tâches officiels des astronautes à bord du vaisseau spatial, le roman présente également leurs réflexions sur l'humanité et des sujets tels que l' existence ou la nature de Dieu, le sens de la vie et les menaces existentielles telles que le changement climatique . Chaque chapitre du roman couvre une seule orbite de 90 minutes autour de la Terre, avec 16 orbites en 24 heures.
Orbital s'appuie sur les travaux et les recherches de Carl Sagan et intègre l'utilisation du calendrier cosmique, un concept développé par Sagan dans son livre de 1977 <i>Les Dragons d'Eden</i> et dans sa série télévisée de 1980 Cosmos: A Personal Voyage .

## Réception
Orbital reçoit à sa publication un accueil mitigé de la critique. Dans le New York Times, Joshua Ferris déclare que la position des astronautes au-dessus de la Terre, leur isolement relatif du reste de l'humanité, donnaient à leurs réflexions, à leurs « riffs transportants, ces belles rhapsodies ! » une clarté nouvelle, exempte de préjugés, de tribalisme et de conflits tels qu'ils sont présents sur Terre. Le roman, poursuit-il, « contient le monde mais ne parvient pas à le refléter. Harvey prodigue à la planète ses considérables dons rhétoriques, mais l'insouciance et les misères que nous connaissons au niveau du trottoir sont effacées de sa plate-forme d'observation. »
Dans The Guardian, Alexandra Harris déclare que l'introspection et la méditation des astronautes sur l'humanité constituent la force du roman : « La beauté du livre réside moins dans ses hymnes explicites de louange que dans ses rythmes et ses structures. Et c'est ici que se déroulent certaines des réflexions les plus convaincantes – sur le spectaculaire et l'ordinaire, la distance et l'intimité. » En même temps, Harris a reconnu que « il y a des moments dans Orbital où l'émerveillement, comme le bonheur, s'écrit en blanc. Les rapports enthousiastes sur les effets de lumière exquis commencent à tomber un peu à plat. » 
Dans un article publié dans le Los Angeles Times, Bethanne Patrick a déclaré qu'en présentant les six personnages si proches les uns des autres, l'œuvre cherche à promouvoir la dépendance mutuelle des humains. Patrick conclut : « Harvey parvient à ramener les lecteurs sur Terre, stupéfaits d'avoir voyagé si loin en si peu de temps, après avoir terminé leur propre orbite à travers les royaumes de sa riche imagination. » 
Écrivant pour The New Yorker, James Wood déclare que le roman ne contenait qu'une intrigue rudimentaire, selon ses propres termes : « C'est à peine un roman parce qu'il raconte à peine un ensemble d'histoires humaines, et les histoires qu'il raconte interagissent à peine les unes avec les autres. » Wood a déclaré que la prose de Harvey dépeignait de manière vivante l'expérience d'être dans l'espace, y compris l'euphorie des sorties dans l'espace, la vision de continents entiers sous ses pieds tout en fonçant dans l'espace à 16 000 miles par heure. Il a expliqué qu'il serait difficile d'utiliser la langue anglaise pour décrire la vie dans l'espace, mais Harvey a réussi à le faire. Wood a également félicité Harvey pour avoir utilisé l'immensité de l'espace, de la Terre et de la vie des astronautes eux-mêmes pour explorer des concepts métaphysiques.

### Prix Booker
Le roman remporte le prix Booker 2024 du meilleur roman écrit en anglais et publié au Royaume-Uni ou en Irlande. Selon l'artiste Edmund de Waal, président du jury, l'écriture de Samantha Harvey transforme la Terre en « un objet de contemplation, quelque chose de profondément résonnant ». Avec cette récompense, Harvey devient la première femme à remporter le prix Booker depuis 2019, lorsque le prix avait été partagé par Margaret Atwood et Bernardine Evaristo . Le roman était le livre le plus vendu parmi les œuvres présélectionnées avant de remporter le prix. Harvey avait déjà été nommée pour le prix Booker avec la présélection de son premier roman de 2009, The Wilderness. Avec 136 pages, Orbital est le deuxième roman le plus court à avoir reçu le prix Booker (le plus court étant <i id="mwcg">Offshore,</i> ouvrage primé de Penelope Fitzgerald en 1979). Avec sa victoire en 2024, l'ouvrage devient le premier roman se déroulant dans l'espace à remporter ce prestigieux prix. Sara Collins, qui faisait partie du jury pour le prix, déclare que le livre l'a transportée loin des nombreuses crises sur Terre et avait recadré ces crises, ainsi que l'humanité, sous un nouveau jour. Collins a déclaré que le jury avait choisi à l'unanimité l'œuvre pour le prix, tout en concluant : « C'est un livre dont nous avons besoin maintenant, mais c'est peut-être aussi un livre dont nous aurons besoin pour toujours. »

## Récompenses
| Année | Prix                       | Catégorie         | Résultat      | Ref.   |
| ----- | -------------------------- | ----------------- | ------------- | ------ |
| 2024  | Prix Booker                | NC                | Oui           | ,      |
| 2024  | Prix Hawthornden           | NC                | Oui           | ,      |
| 2024  | The InWords Literary Award | NC                | Oui           | [ 20 ] |
| 2024  | Prix Orwell                | Fiction politique | Présélectioné | [ 21 ] |
| 2024  | Prix Ursula K. Le Guin     | NC                | Présélectioné | [ 10 ] |

## Traductions
- En français : Orbital : Une journée, seize aurores [« Orbital: One Day, Sixteen Dawns »]  (trad. Claro), Paris, Flammarion, 27 mars 2024 (ISBN 9782080436832).
- En allemand : Umlaufbahnen [« Orbits »]  (trad. Julia Wolf (de)), Munich, dtv (en), 27 novembre 2024 (ISBN 9783423284233)